# Тайна блестящего камня
«Тайна блестящего камня» (кор. 조선 여형사 다모?, 朝鮮 女刑事 茶母?, чосок ёхёнса тамо) — южнокорейский телесериал, рассказывающий о событиях XVII века в Корее. Сериал транслировался на телеканале MBC с 28 июля по 9 сентября 2003 года по понедельникам и вторникам в 21:55 (UTC+9).

## История создания
Фильм снят по манхве «Damo Nam-soon» Пан Хан Ки. На каждую серию выделялось по 200 миллионов южнокорейских вон. Сериал был отснят в течение одного года. Съёмки проходили в уезде Тхэан, в провинции Чхунчхон-Намдо на западе Республики Корея. К началу премьерного показа сериал был отснят на 90 процентов, что достаточно редкое явление для корейских телесериалов. Также эта кинолента стала первым корейским сериалом, при съёмках которого применялись HD-камеры.

## Сюжет
Действие сериала происходит в Корее в XVII веке, в период правления династии Чосон. Сюжет рассказывает историю Чхэ Ок, служанки офицера полиции Хван Бо Юна и неофициальной сотрудницы полиции. Чхэ Ок родилась в благородной семье, однако её отец был казнён как изменник короля, а её брат был вынужден бежать из страны. Чхэ Ок стала служанкой Хван Бо Юна и вместе с ним обучается искусству владения мечом.
Спустя годы Чхе Ок помогает Хван Бо Юну заниматься сыскным делом. Вместе с ним Чхэ Ок начинает расследовать дело, связанное с поиском банды фальшивомонетчиков. В ходе расследования Чхэ Ок внедряется в лагерь разбойников с целью обнаружить тайную кузницу, использующуюся для изготовления фальшивых монет. В лагере она встречает лидера мятежников, Чанг Сон Бяка. Несмотря на приказ об аресте Чанг Сон Бяка, Чхэ Ок чувствует, что влюблена в него.
Это расследование впоследствии приводит к раскрытию заговора против короля, который может привести к мятежу и гражданской войне в стране.

## В ролях
- Ха Чжи Вон — Чхэ Ок, служанка и полицейский
- Ли Со Джин — офицер полиции Хван Бо Юн
- Ким Мин Джун — мятежник и народный герой Чанг Сонг Бяк

Также в фильме снимались Чон Мин А, Ли Хан Ви, Ли Мун Сик, Син Сын Хван, Пак Ён Гю, Квон О Чжун, Чон Ин Тхэк, Чхэ Ён Ин, Сон У Чжэ Док, Квон Ён Ун, Пён Хи Бон, Со Бом Сик, Пэк Сон Хён, Ким Мин Гён.

## Награды и номинации
Премия телеканала MBC 2003 года:
- Высшая награда «лучшая актриса» — Ха Чжи Вон
- Награда «лучший актёр» — Ли Со Джин
- Специальная награда актёру — Квон Ён Ун
- Лучший новый актёр — Ким Мин Джун
- Сценарист года — Чон Хён Су
- Награда за популярность — Ха Чжи Вон
- Лучшая пара актёров — Ли Со Джин и Ха Чжи Вон

Baeksang Arts Awards 2004 года:
- Лучший новый режиссёр на телевидении — Ли Чжэ Гю
- Лучший новый актёр на телевидении — Ким Мин Джун

Премия азиатского телевидения 2004 года:
- Лучший драматический сериал